# Nikon D5100
La Nikon D5100 una cámara réflex avanzada D-SLR del fabricante japonés Nikon Corporation que nació para competir contra las Canon 550D y 650D.

## Introducción

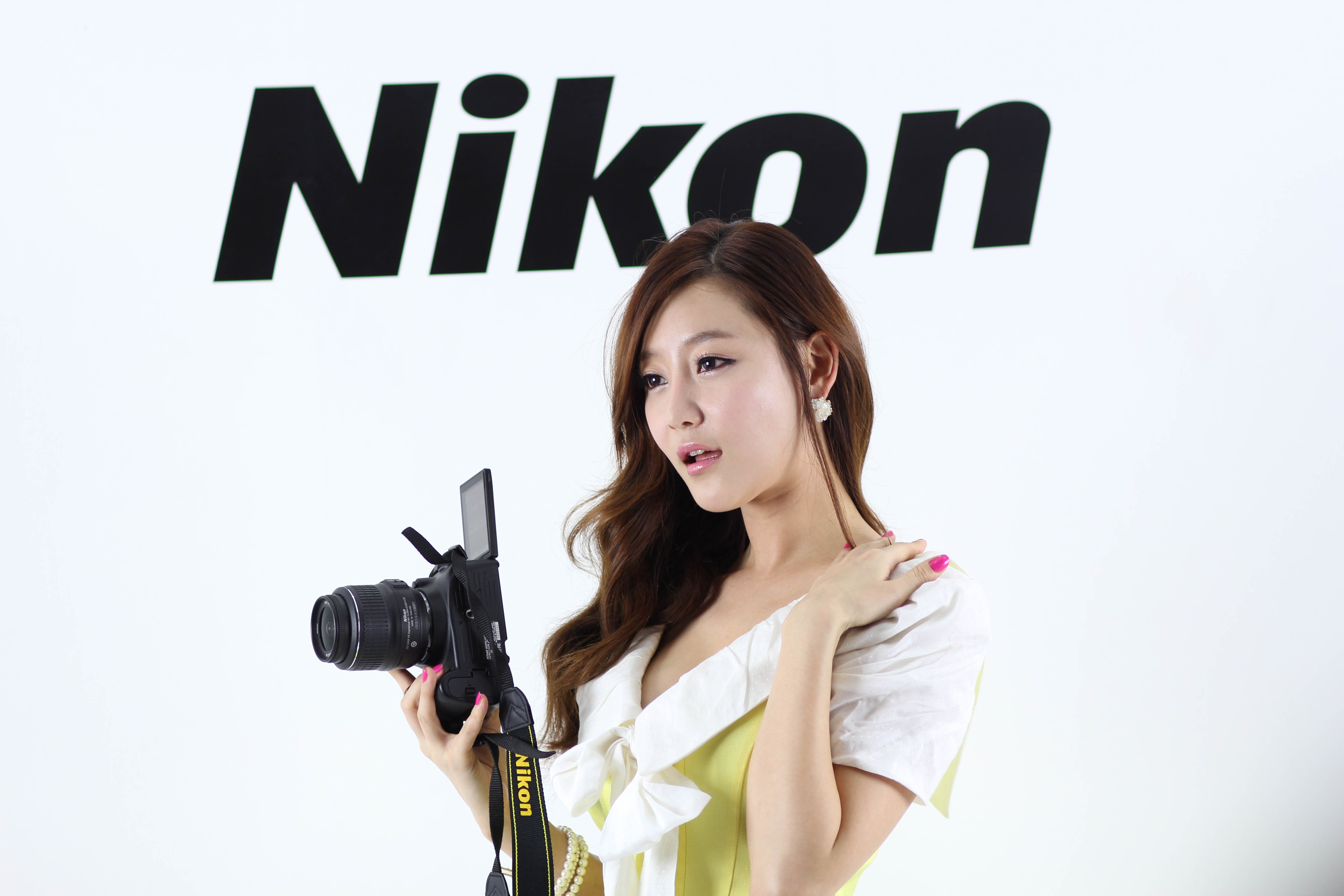
Foto promocional de la presentación.

Lanzada al mercado en abril de 2011, en una cámara réflex de entrada que comparte el mismo sensor de imagen CMOS APS-C de formato DX de la Nikon D7000. Con un diseño similar al de su predecesora, la Nikon D5000, que mejora a esta gracias a sus 16,2 megapíxeles y al procesador EXPEED 2.
La D5100 es una cámara D-SLR de alto rendimiento diseñada para estimular su lado creativo y ayudarle a crear imágenes estáticas y vídeos como ninguna otra.
La pantalla abatible y articulada se combina con la función D-movie de la cámara para permitirle obtener tomas únicas desde cualquier ángulo. Las imágenes estáticas o vídeos pueden tomarse utilizando un efecto especial para añadir una sensación de magia. 
La captura de Rango dinámico alto permite tomar imágenes estáticas con un nivel de detalle excelente de escenas de elevado contraste.
El modo perfecto de capturar su visión del mundo. Esta cámara fue diseñada con el objetivo de obtener libertad de expresión.

## Características principales
En diferencia al modelo anterior, la D5100 monta una pantalla LCD abatible y articulada de 3 pulgadas, es capaz de grabar videos en FullHD (1080p a 30/25/24 fps), tomar fotos en formato RAW, JPEG con opción HDR. Posee disparo continuo de 4fps y dispone de 11 puntos de enfoque.

## Especificaciones
- Montura del objetivo: Montura F Nikon.
- Ángulo de visión efectivo: 1,5 veces aprox. la distancia focal del objetivo.
- Píxeles efectivos: 16,2 millones.
- Píxeles totales: 16,9 millones.
- Sensor de imagen:  CMOS de 23,6 x 15,6 mm.
- Tamaño de imagen (en píxeles): 4.928 x 3.264 (en modo grande).
- Almacenamiento: Tarjetas de memoria SD (Secure Digital), SDHC y SDXC.
- Sistema de archivos: DCF 2.0, DPOF, Exif 2.3 y PictBridge.
- Visor: Réflex de objetivo único, con pentaespejo al nivel del ojo.
- Espejo réflex: De retorno rápido
- Modos de disparo: Fotograma a fotograma, continuo, disparador automático, disparo retardado remoto, remoto de respuesta rápida, obturador silencioso.
- Flash incorporado. Si. Automático o de apertura manual con botón
- Compresión de vídeo: H.264/MPEG-4 AVC
- USB: Si.
- Salidas de vídeo: NTSC y PAL
- Salida HDMI: Si, conector HDMI tipo C
- Idiomas admitidos: Árabe, chino (simplificado y tradicional), checo, danés, holandés, inglés, finlandés, francés, alemán, indonesio, italiano, japonés, coreano, noruego, polaco, portugués, ruso, español, sueco, tailandés y turco.
- Rosca para el trípode: ISO 1222 (¼").
- Dimensiones: 128 x 97 x 79 mm.
- Peso: 510 g (solo el cuerpo de la cámara). 560 g con batería y tarjeta de memoria.
- ISO: 100-6400 (hasta 25600 en valores forzados).

Sensor de imagen CMOS de formato DX de 16,2 megapíxeles: permite obtener imágenes realistas con colores vívidos, reducción de ruido y suaves gradaciones tonales.
Alta sensibilidad ISO (100-6400) (que puede ampliarse hasta 25600 mediante el ajuste Hi2). Permite obtener mayores velocidades de obturación para producir imágenes de gran detalle con un ruido mínimo cuando se fotografían sujetos en rápido movimiento o se hacen fotos con poca luz. Incluye un ajuste de ISO automático.
Sistema de procesamiento de imágenes EXPEED 2: optimiza las tecnologías de la cámara para obtener un rendimiento superior y una máxima calidad de imagen.
Pantalla LCD abatible de 7,5 cm (3 pulgadas) y 921.000 puntos con un ángulo de visión amplio: permite capturar tomas únicas desde cualquier ángulo. Cuenta con un mecanismo de apertura lateral que facilita la toma de autorretratos o la utilización de un trípode.
Clips de vídeo D-Movie – de máxima definición (Full HD) (1080p): un botón de grabación de vídeo específico situado al lado del botón del disparador permite que resulte más fácil mantener la cámara firme al cambiar entre la grabación de imágenes estáticas y vídeos. El modo AF-F mantiene todo enfocado y la pantalla abatible de la cámara y los efectos especiales permiten obtener tomas únicas. La cámara permite el uso de un micrófono externo y ofrece velocidades de fotogramas de 30p, 25p y 24p.
Live View con Selector automático de escenas: facilita la composición de imágenes con la pantalla LCD abatible. El selector automático de escenas seleccionará el mejor modo para la escena y el sujeto que desee capturar. Dispone de modos AF fácilmente seleccionables, incluyendo la opción AF prioridad al rostro que detecta y hace un seguimiento de las caras en el encuadre.
Sistema de autofoco de 11 puntos con una definición extraordinaria: ofrece una cobertura de autofoco rápida y precisa en todo el encuadre. Cuatro modos de zona AF, incluido el modo AF de seguimiento 3D, proporcionan unos resultados nítidos tanto si el sujeto está descentrado como si se mueve rápidamente o de forma completamente impredecible.
Disparo continuo a 4 fps: permite capturar la acción en rápido movimiento a una velocidad de cuatro fotogramas por segundo.
Modo de Efectos especiales: permite capturar imágenes estáticas y vídeos inconfundibles mediante un efecto especial. Ofrece una gama de efectos, entre los que se incluyen Boceto en color, Efecto maqueta, Visión nocturna y Color selectivo, que permite resaltar hasta tres colores que elija y convertir el resto de la imagen en monocroma.
Los modos de escena establecen automáticamente los ajustes de la cámara, incluidos los controles Picture Control y la función D-Lighting activo, para evitarle las conjeturas a la hora de tomar imágenes en situaciones complicadas y para ofrecer resultados óptimos. Simplemente gire el dial de modo hacia la posición SCENE para acceder a los modos más utilizados normalmente. En la pantalla aparecerán fotos de muestra para ayudarle a seleccionar el modo adecuado.
Modo de imagen HDR (alto rango dinámico): ofrece tomas con un nivel de detalle exquisito de escenas con elevado contraste. Permite capturar dos tomas con una sola pulsación del obturador para crear una imagen con un rango dinámico extraordinariamente amplio, con ruido reducido y una rica gradación del color.
Menú de retoque con una amplia variedad de opciones integradas: permite editar y mejorar las fotos y vídeos de la cámara. Le proporciona una gama de efectos y filtros entre los que se encuentra el Control de perspectiva, el Enfoque suave y el Contorno de colores, que transforma su foto en un dibujo de líneas.
Sistema integrado dual de reducción del polvo: los sistemas de limpieza del sensor de imagen y de control de la circulación de aire mantienen el polvo lejos del sensor de imagen de la cámara para obtener unas imágenes nítidas y sin manchas.
Compatibilidad con televisores de alta definición: la cámara dispone de un conector HDMI integrado con compatibilidad HDMI-CEC para que pueda ver sus fotos y vídeos en cualquier televisor HD y controlar las funciones de reproducción mediante el mando a distancia de su televisor.
Receptores de infrarrojos delantero y trasero: Ayuda a evitar el desenfoque de la imagen durante la toma de primeros planos y autorretratos.
Sonido estéreo: diseñado específicamente para las cámaras D-SLR, el micrófono estéreo opcional ME-1 de Nikon permite grabar clips de vídeo con sonido estéreo de alta calidad sin el ruido del AF. Se suministra con los siguientes accesorios: protector contra viento y estuche blando.